# Esther Mahlangu

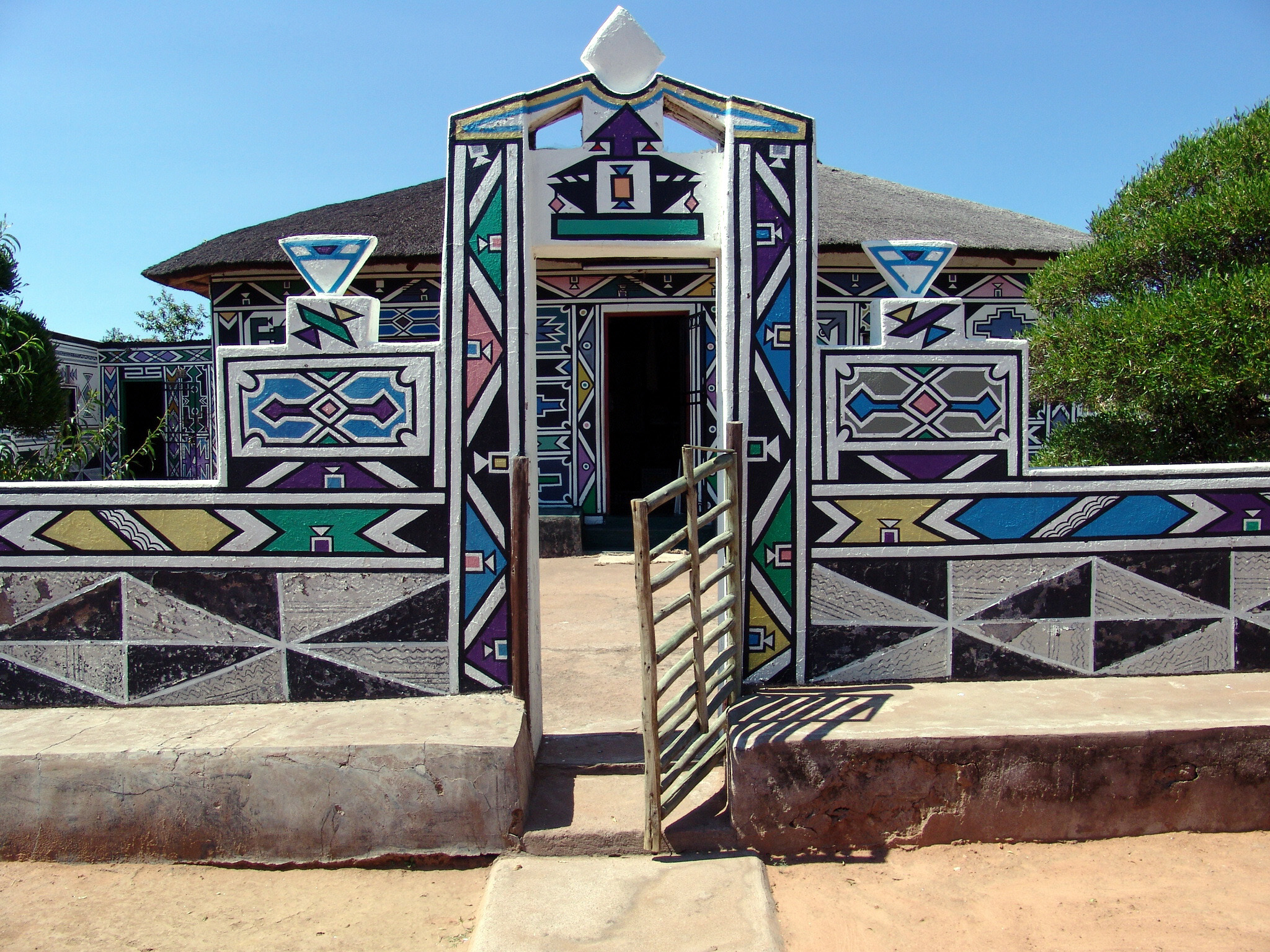
O portão de entrada da herdade de Esther Mahlangu

Esther Mahlangu (Middelburg, Mpumalanga, África do Sul, 11 de novembro de 1935) é uma artista sul-africana da nação Ndebele. É conhecida por suas pinturas contemporâneas em grande escala, que fazem referência à sua herança Ndebele. Esther Mahlangu recebeu um doutorado honorário (Philosophiae Doctor honoris causa) pela Universidade de Joanesburgo, em 9 de abril de 2018.

## Biografia
Esther Nikwambi Mahlangu nasceu em 11 de novembro de 1935, em uma fazenda localizada fora de Middelburg, Mpumalanga, África do Sul, e pertence ao povo Ndebele do Sul. Mahlangu começou a pintar aos 10 anos de idade, aprendendo a pintar murais com sua mãe e sua avó, seguindo uma tradição do povo de Ndebele do sul, através da qual, as mulheres pintavam o exterior das casas. Foi nessa tradição cultural que Mahlangu iniciou sua jornada artística. Tinha oito irmãos mais novos, seis meninos e três meninas (incluindo ela). Teve três filhos com seu marido. Porém, mais tarde, perdeu o marido e dois de seus três filhos.

### Carreira
A arte de Mahlangu faz referência aos padrões encontrados em roupas e joias do povo Ndebele. Os padrões que ela usa são tipicamente muito coloridos e geométricos. Suas pinturas são de grande escala.
Mahlangu ganhou atenção internacional pela primeira vez em 1989, em uma exposição de arte europeia intitulada Magiciens de la terre (Magos do Mundo). Mais tarde, em 1991, foi contratada pela BMW para criar um carro artístico, como outros criadores de BMW Art Car haviam feito antes (incluindo Andy Warhol, David Hockney e Frank Stella). O carro, um BMW 525i, foi o primeiro "African Art Car" e foi pintado com motivos típicos da tribo Ndebele. Ela foi a primeira pessoa e mulher não ocidental a projetar um desses carros artísticos. O carro foi, posteriormente, exibido no Museu Nacional das Mulheres nas Artes em Washington, DC, em 1994. Também foi exibido no British Museum, em Londres, em 2017.

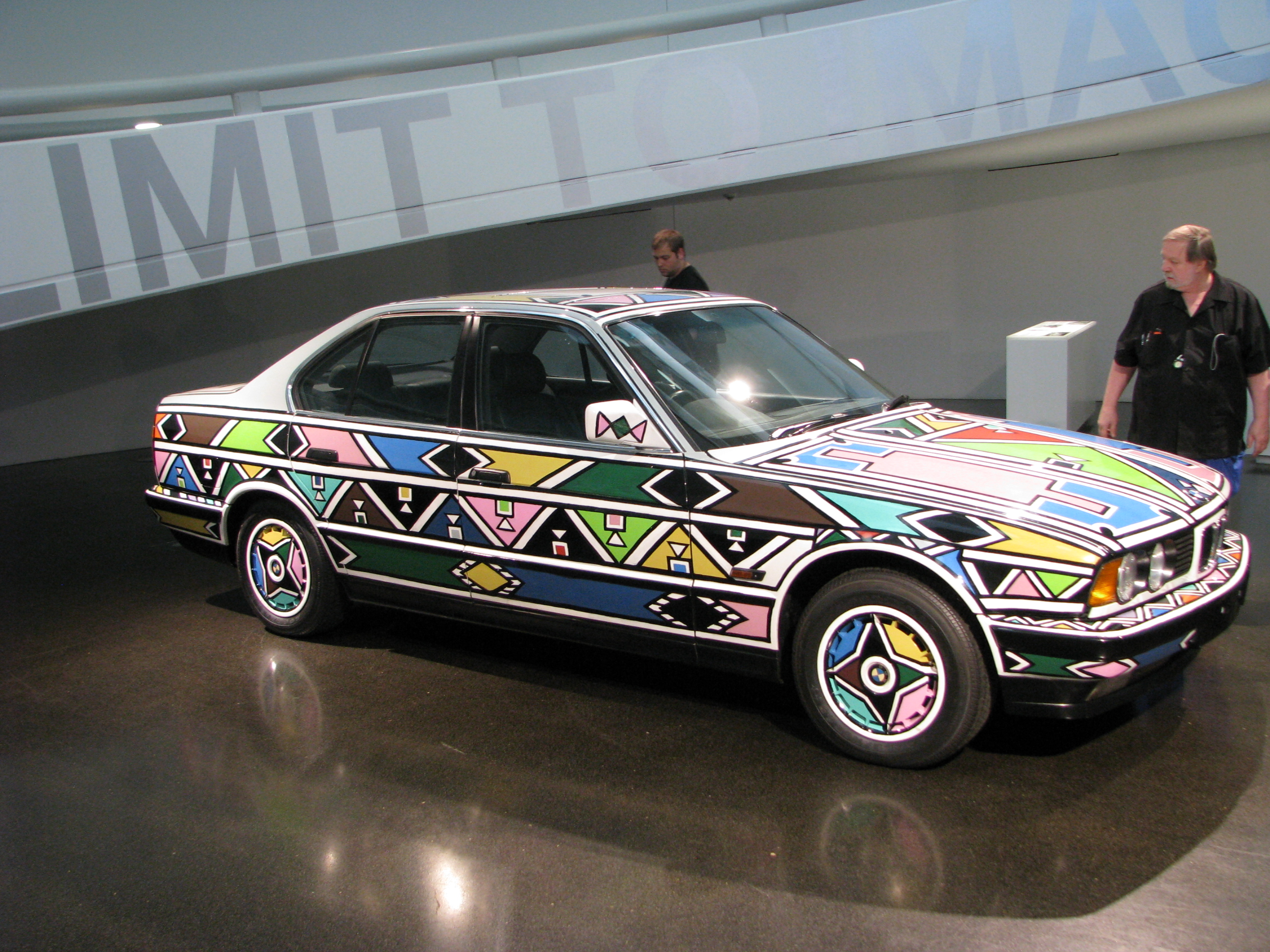
BMW Art Car de Mahlangu

Entre 1980 e 1991 foi residente do museu ao ar livre de Botshabelo, que apresenta a cultura Ndebele aos visitantes.
Seus desenhos também foram reproduzidos em 1997 nas caudas de aviões da British Airways e, mais recentemente, a mesma técnica foi usada pela artista para pintar no novo Fiat 500 na ocasião da exposição "Por que a África?" (2007, Torino).
Mahlangu é uma das artistas africanas cuja arte é frequentemente exibida internacionalmente. Suas obras estão em importantes coleções particulares, incluindo a Coleção de Arte Contemporânea Africana (CAAC), de Jean Pigozzi, e em muitos museus ocidentais. Apesar de ser uma artista reconhecida internacionalmente, Esther Mahlangu vive em sua comunidade, em grande contato com sua cultura.

### Temas
Mahlangu segue uma tradição local através da qual este tipo particular de técnica de pintura era elaborada em família, comunicada, aprendida e transmitida apenas pelas mulheres. Essas pinturas estão intimamente ligadas à antiga tradição de decorar as casas na ocasião do rito de passagem dos meninos. Entre os 18 e os 20 anos, os jovens da tribo frequentam “uma escola de circuncisão”, ritual que confirma a sua passagem à idade adulta. Para celebrar este evento, as mulheres pintam completamente o interior e o exterior das suas casas com uma preparação de esterco de vaca e pigmentos naturais. Tintas acrílicas de cores vivas também são aplicadas em desenhos contornados por linhas pretas. Embora aparentemente simples, a abstração geométrica revelada por essas pinturas é ressaltada pela constante repetição e simetria de formas que tornam toda a obra bastante complexa.
A arte de Esther Mahlangu evidencia a tensão entre o local e o global, entre a proximidade e o distanciamento. Apesar de continuar a usar "vocabulário artístico" intimamente ligado às suas tradições, Mahlangu aplicou as padronagens a vários objetos, incluindo telas, esculturas, cerâmicas, automóveis e aviões. Ela também colaborou com várias marcas como BMW, Fiat, EYTYS, Melissa's, Beleverde, Museu Britânico e Rolls Royce.

## Atualmente

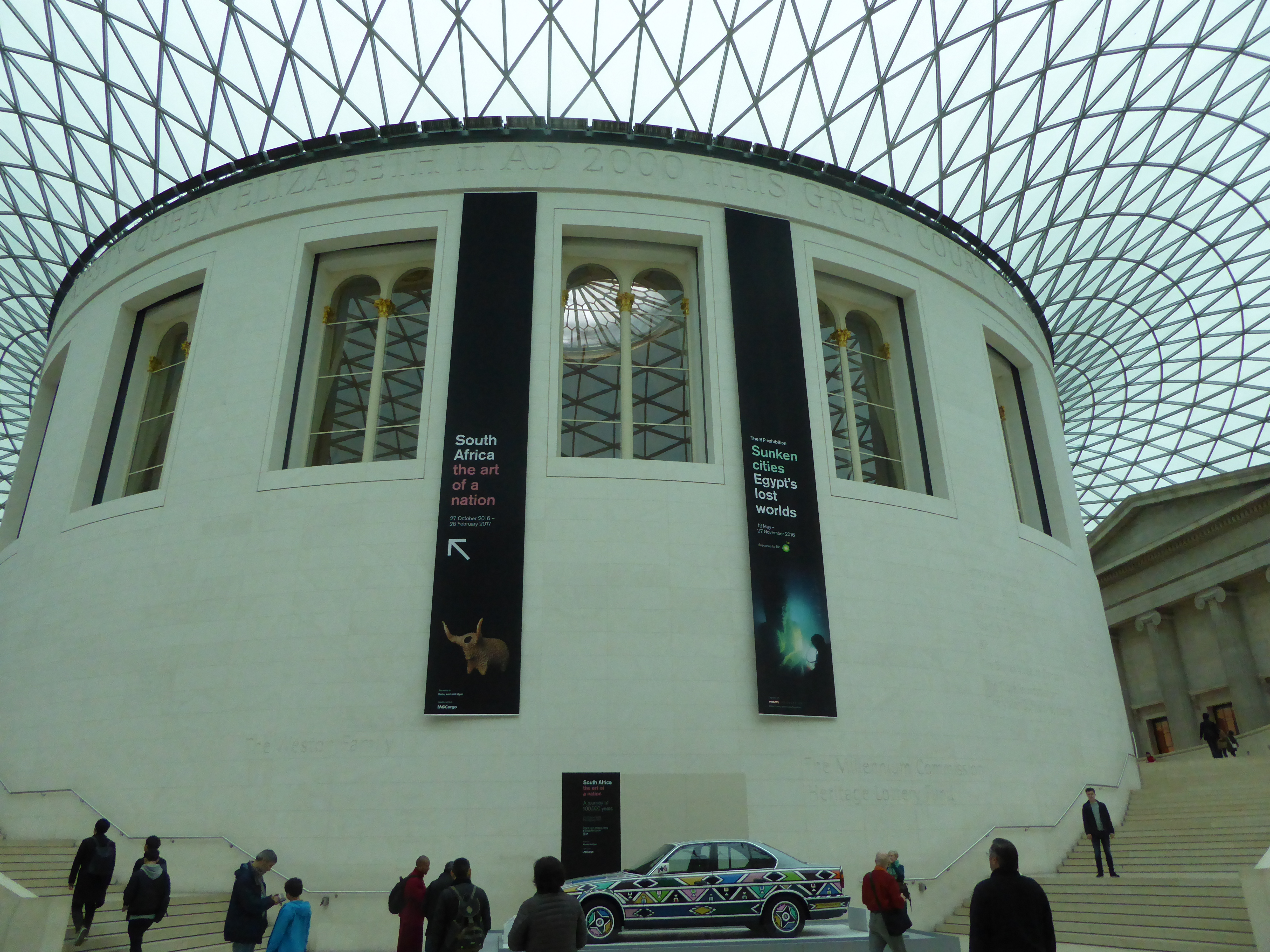
Great Court, British Museum, novembro de 2016

O BMW Artcar 1991 de Esther Mahlangu esteve em exibição no Museu Britânico como parte da exposição "África do Sul: a arte de uma nação", de 27 de outubro de 2016 a 27 de fevereiro de 2017. O novo BMW Individual, série 7, com acabamentos internos de madeira pintados por ela, foi exibido na Frieze Art Fair 2016 com a exposição de trabalhos co-curados pela BMW e 34FineArt. Recentemente, ela concluiu uma edição especial de design de garrafa da Vodka Belvedere (com 50% de todos os lucros para ajudar a combater o HIV/AIDS na África). Como artista residente, Mahlangu foi contratada em 2014 pelo Museu de Belas Artes da Virgínia para criar duas grandes obras de arte.
Mahlangu é diretora de uma escola que ensina meninas não apenas a pintar, mas também a técnica de pintar desenhos em composições específicas de contas. A tradição não é uma entidade estática. Como sugere o trabalho de Mahlangu, "tradição" é um campo móvel, voltado para o futuro e pronto para incorporar diversos estímulos. Na verdade, embora a África do Sul hoje seja um dos países africanos que podem facilitar e promover o trabalho de seus artistas, nacional e internacionalmente, com eventos como o evento bienal de Joanesburgo, o trabalho de Esther Mahlangu é ainda mais corajoso, porque ela nasceu e cresceu em meio a turbulências políticas e sociais.
Esther Mahlangu tem trabalhado incansavelmente, expondo e desenvolvendo seu talento ao redor do mundo. Ela é engajada em compartilhar seus conhecimentos com a geração mais jovem, com o objetivo de deixar um legado que perdurará pelas próximas gerações.